# STS–115
Az STS–115 jelű küldetés az amerikai űrrepülőgép-program 116., a Atlantis űrrepülőgép 27. repülése.

## Küldetés
MacLean lett az első kanadai űrhajós, aki működtette a Canadarm2 manipulátort. A második kanadai, aki Chris Austin Hadfield után űrsétát végzett.

## Jellemzői
A beépített kanadai Canadarm (RMS) manipulátor kart 50 méter kinyúlást biztosított (műholdak indítás/elfogása, külső munkák [kutatás, szerelések], hővédőpajzs külső ellenőrzése) a műszaki szolgálat teljesítéséhez. Az Orbiter Boom Sensor System (OBSS) rendszerrel újabb 15 méterrel meghosszabbították a manipulátor kinyúlási távolságát.

## Első nap
Eredetileg 2003 áprilisában tervezték elindítani. A Columbia-katasztrófa következtében 2006. augusztus 27-ére módosult. Technikai és meteorológiai okok miatt csak
szeptember 9-én a szilárd hajtóanyagú gyorsítórakéták, Solid Rocket Booster(SRB) segítségével Floridából, a Cape Canaveral (KSC) Kennedy Űrközpontból, a LC39–B (LC–Launch Complex) jelű indítóállványról emelkedett a magasba. Az orbitális pályája 91,6 perces, 51,6 fokos hajlásszögű, elliptikus pálya perigeuma 220 kilométer, az apogeuma 350 kilométer volt. Felszálló tömeg indításkor 122 397 kilogramm, leszálló tömeg 116 962 kilogramm. Szállított hasznos teher 14 594 kilogramm.
Az STS–107 katasztrófáját követően bevezették a mentő űrrepülőgép STS–3xx – STS–301 (Discovery)/Szojuz űrhajó készenlétét. A mentő űrrepülőgép az STS–116 állományából négy fővel indulva hozna vissza űrhajósokat, illetve a Szojuz űrhajó két fordulóval tudna az űrállomáson rekedt űrhajósokból állományt menteni. Az STS–301 kijelölt legénysége Mark Lewis Polansky parancsnok, William Oefelein pilóta, Robert Lee Curbeam  küldetésfelelős és Nicholas Patrick küldetésfelelős voltak.
Elválás előtt a Szojuz TMA–9  űrhajó dokkolt az ISS felett. A dokkolás megszűnésével az űrrepülőgép lassú sodródása következett, 450 méter távolságban indították a főmotorokat.

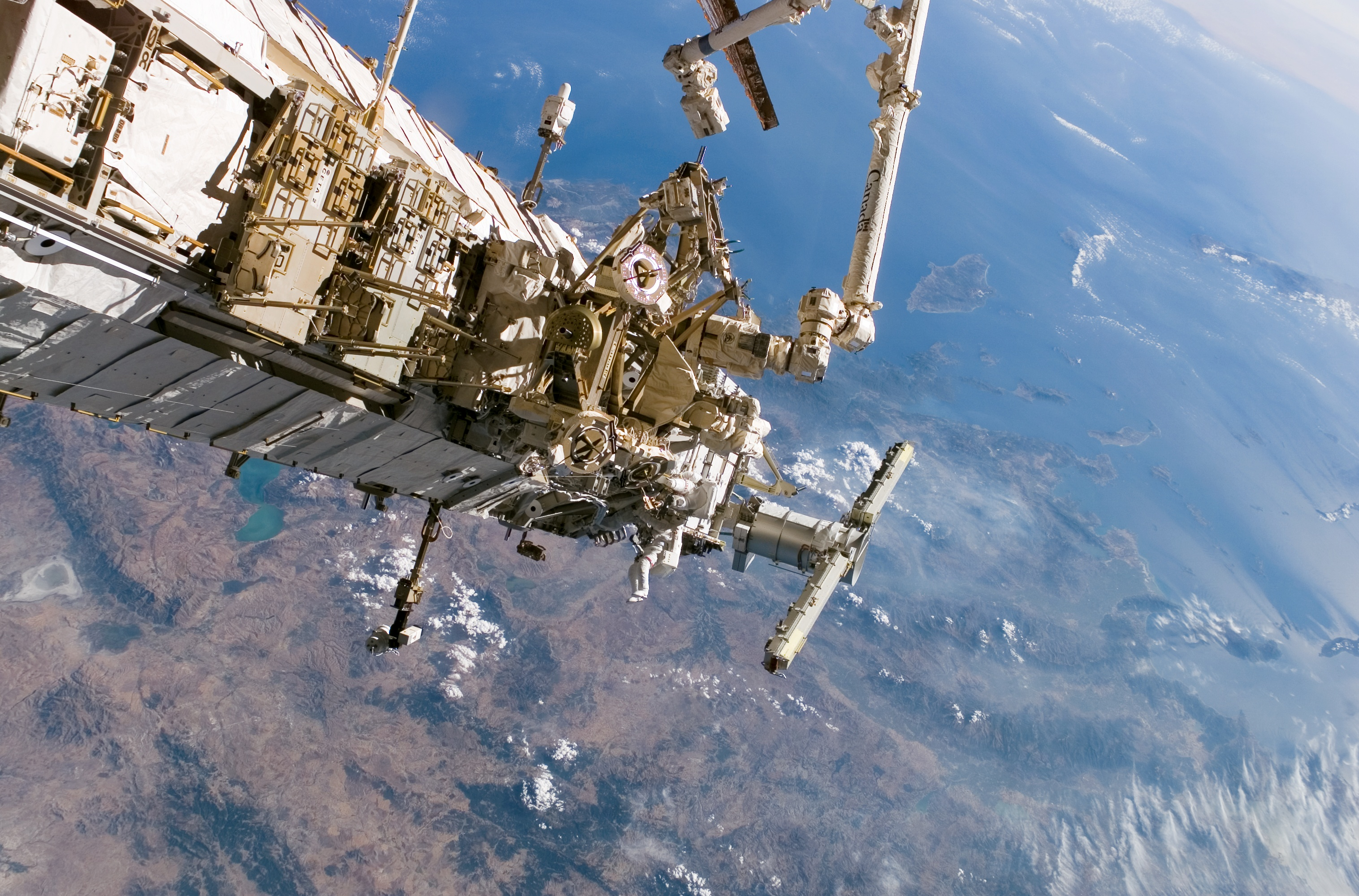
A P3/P4 rácselem felszerelés közben a második űrsétán

## Hasznos teher
Szállították a P3 és a P4 rácselemeket, majd űrsétával csatlakoztatták a P1 rácselemre. A P3/P4 rácselem súlya közel 17,5 tonna volt. Továbbá a 2A és 4A napelempárt, akkumulátorokat, illetve tudományos kísérleti anyagokat, eszközöket. Visszafelé bepakolták a csomagoló anyagokat, a szemetet.

### Űrséták
Első űrséta (kutatás, szerelés) alatt előkészítették az R3/R4 napelem összekötőket, majd megkezdték szerelésüket. Második űrséta alatt a 2A és 4A napelempárt készre szerelték (de áramot nem szolgáltatott), előkészítették az STS–116 küldetés fogadását, amelynél készre szerelik az egységeket. A harmadikon műszaki ellenőrzést végeztek, az űrállomás külső akkumulátorait cserélték, karbantartási munkákat végeztek, illetve visszanyerték az előző küldetés alatt elhelyezett anyagtudományi kísérletet.
(zárójelben a dátum és az időtartam)
- EVA 1: Tanner és Piper (2006. szeptember 12., 6 óra 26 perc)
- EVA 2: Berbenk és McLain (2006. szeptember 13., 7 óra 11 perc)
- EVA 3: Tanner és Piper (2006. szeptember 15., 6 óra 20 perc)

## Tizenegyedik nap
2006. szeptember 21-én ez volt a 63. leszállás a Kennedy Űrközponton (KSC). Összesen 11 napot, 19 órát, 6 percet és 35 másodpercet töltött a világűrben. 7 840 000 kilométert (4 870 000 mérföldet) repült, 187 alkalommal kerülte meg a Földet.

## Személyzet
A legénységet 2002-ben kiválasztották és megkezdték felkészítésüket. Közel négy évig várniuk kellett a küldetés teljesítésére.
(zárójelben a repülések száma az STS–115 küldetéssel együtt)
- Brent Ward Jett (4), parancsnok
- Christopher John Ferguson (1), pilóta
- Steven Glenwood MacLean (2), küldetésfelelős – Kanadai Űrügynökség (CSA)
- Daniel Christopher Burbank (2), küldetésfelelős
- Heidemarie Martha Stefanyshyn-Piper (1), küldetésfelelős
- Joseph Richard Tanner (4), küldetésfelelős

### Visszatérő személyzet
- Brent Ward Jett (4), parancsnok
- Christopher John Ferguson (1), pilóta
- Steven Glenwood MacLean (2), küldetésfelelős (CSA)
- Daniel Christopher Burbank (2), küldetésfelelős
- Heidemarie Martha Stefanyshyn-Piper (1), küldetésfelelős
- Joseph Richard Tanner (4), küldetésfelelős

## Külső hivatkozások

### Magyar oldalak
- Tökéletes formában az Atlantis – Origo.hu
- Útnak indult az Atlantis – Index.hu
- Elindult az Atlantis – Űrvilág.hu

### Külföldi oldalak
- NASA STS–115 Mission Site
- Mission overview from the Canadian Space Agency[halott link]